# Acugamasus natalensis
Acugamasus natalensis är en spindeldjursart som först beskrevs av Ryke 1962.  Acugamasus natalensis ingår i släktet Acugamasus och familjen Ologamasidae. Inga underarter finns listade i Catalogue of Life.